# Hydrogénoïde
Un atome hydrogénoïde, un ion hydrogénoïde ou simplement un hydrogénoïde est un atome ayant un seul électron. C'est le cas de l'atome d'hydrogène et des atomes de numéro atomique Z supérieur à 1 qui ont perdu tous leurs électrons sauf un.
Les hydrogénoïdes ont une configuration électronique semblable à celle de l'atome d'hydrogène, modifiée cependant par la charge de leur noyau, Ze où  e désigne la charge élémentaire. Leur spectre électromagnétique est semblable à celui de l'hydrogène et interprétable dans le cadre du modèle de Bohr.
Exemples :
- H, l'atome d'hydrogène : proton (+e) et électron (−e) ;
- He+, l'atome d'hélium ionisé une fois: noyau (+2e) et électron (−e) ;
- cas général : ZM(Z−1)+, l'atome de numéro atomique Z ionisé (Z−1) fois ; par exemple, le plomb hydrogénoïde est le cation 82Pb81+.

Atomes comparables :
- le positronium :  positon (+e) et électron (−e) ;
- le muonium : µ+ et électron (−e) ;
- le vrai muonium : µ+ et µ– ;
- l'atome d'antihydrogène : antiproton (−e) et positon (+e).